# Landavran
Landavran – miejscowość i gmina we Francji, w regionie Bretania, w departamencie Ille-et-Vilaine.
Według danych na rok 1990 gminę zamieszkiwało 330 osób, a gęstość zaludnienia wynosiła 66 osób/km² (wśród 1269 gmin Bretanii Landavran plasuje się na 926 miejscu pod względem liczby ludności, natomiast pod względem powierzchni na miejscu 1020).